# Missa brevis no 6 de Mozart
Missa Pastorale
Pour les articles homonymes, voir Missa Brevis.
La Missa brevis no 6 en sol majeur, K. 140, K.6 = Anh. 235d, Anh. C 1.12 est une messe de Wolfgang Amadeus Mozart qu'il a peut-être écrite à Salzbourg en 1773. Cette messe est aussi connue sous le nom de Missa Pastorale.

## Historique
Ludwig von Köchel, dans la première édition de son catalogue de la musique de Mozart, estime que la Messe était probablement contemporaine de Lucio Silla et du Exsultate, jubilate (1772-1773). Alfred Einstein pense que la composition était plus proche de la sixième Sérénade (1776), lors de la révision du catalogue de Köchel en 1937. Otto Jahn, Franz Giegling et d'autres sont d'avis qu'elle n'est pas du tout de Mozart. L'œuvre a été acceptée comme authentique par Walter Senn : il a publié la messe sous le no 5 dans la Neue Mozart-Ausgabe en 1968.
La partition la plus ancienne qui nous soit parvenue a été écrite par un copiste avec des annotations et corrections de la main de Mozart et a été trouvée dans un couvent à Augsbourg en Allemagne.

## Structure
L'œuvre est composée de six mouvements, qui suivent l'ordre traditionnel de la messe:
1. Kyrie (Andantino, en sol majeur, à 
, 43 mesures)
2. Gloria, (Allegro, en sol majeur, à 
, 120 mesures)
—Laudamus te..., (Andantino (mesure 8), à 
)
3. Credo (Allegro, en sol majeur, à , en tout 101 mesures)
—Et incarnatus est... (Andantino (mesure 32), en mi bémol majeur, à 
)
—Et resurrexit... (Allegro  (mesure 58, en sol majeur, à )
4. Sanctus (Andante, en sol majeur, à 
, 36 mesures)
—Pleni sunt coeli et terra... (Allegro (mesure 9), à 
)
5. Benedictus (Andante, en do majeur, à 
, 52 mesures)
—Hosanna in excelsis... (Allegro vivace (mesure 24), en sol majeur)
6. Agnus Dei (Andante, en sol majeur, à , 78 mesures)
—Dona nobis pacem... (Allegro (mesure 23), en sol majeur, à 
)

## Instrumentation
La messe est écrite pour quatre voix solistes (soprano, alto, ténor, et basse), chœur et un orchestre formé de violons I et II et basse continue.